# 카와모토 사야
카와모토 사야(일본어: 川本 紗矢 かわもと さや[*], 1998년 8월 31일 ~ )는 일본의 아이돌이며, 여성 아이돌 그룹 AKB48 팀4와 덴덴무Chu!, 7초 후, 네가 좋아져의 전 멤버이다.
홋카이도 노쓰케 군 베쓰카이정 출신. Incubation 소속.

## 내력
2012년
- 5월, 《AKB48 제11회 연구생 (14기생) 오디션》에 응모해, 3차 심사에서 낙선.

2013년
- 11월 10일, 《AKB48 그룹 드래프트 회의》에서 제2라운드에서 AKB48 팀B, SKE48 전 3팀, HKT48 팀H의 5팀의 지명을 받아 추첨에 의한 AKB48 팀B가 교섭권을 획득.

2014년
- 3월 7일, 팀B 공연 첫 출연.
- 4월 28일, 신 팀B의 스타팅 멤버로 신 팀에서 활동을 시작.
- 7월 29일, 홋카이도산 감자의 소비 확대를 목적으로 감자 함께 취급 회의와 호쿠렌 농업 협동 조합 연합회가 2012년 8월에 설립한 〈그렇지만 문제 연구소〉의 새로운 조수로 꼽혔다.
- 9월 17일, 〈AKB48 그룹 제5회 가위바위보 대회〉에서 3위로 우승자의 솔로 데뷔 싱글의 커플링 곡 선발 진입했다.
- 11월 26일 발매의 38th 싱글 〈희망적 리프레인〉에서 표제곡의 선발 멤버에 첫 선출되었다.

2015년
- 1월 4일, 본인의 첫 관 프로그램 《티바이 티개라지 presents 사야야벨 오픈 라디오》에 FM홋카이도 제작에 의한 10국 네트워크에서 방송 개시.
- 3월 25일, 사이타마 슈퍼 아레나에서 열린 《AKB48 영멤버 전국 투어 ~미래는 지금부터 만든다~》의 첫 날 공연에서 새로 결성된 7인조 그룹 《덴덴무Chu!》 참여가 발표되었다.
- 3월 26일, 사이타마 슈퍼 아레나에서 열린 《AKB48 봄의 단독 콘서트 ~차기 총감독 아직 수행 중!~》에서 팀4로 이동이 발표되었다.

2018년
- 9월 15일부터 1개월 간, 량 그룹 1명으로서 《AKB48/JKT48 단기 교환 유학 기획》에서 일본-인도네시아 수교 60주년 친선 서포터로서 JKT48에 단기 유학에 들어갔다. 이후, 10월 19일에 교환 유학 기간 수료.

2020년
- 8월 31일, AKB48를 졸업.